# Chytonix macdonaldi
Chytonix macdonaldi är en fjärilsart som beskrevs av Benjamin 1922. Chytonix macdonaldi ingår i släktet Chytonix och familjen nattflyn. Inga underarter finns listade i Catalogue of Life.